# Hājjī Fattāh-e Beg
Hājjī Fattāh-e Beg (persiska: حاجی فتاح بگ) är en ort i Iran.   Den ligger i provinsen Kermanshah, i den västra delen av landet, 500 km väster om huvudstaden Teheran. Hājjī Fattāh-e Beg ligger 498 meter över havet och antalet invånare är 155.
Terrängen runt Hājjī Fattāh-e Beg är kuperad åt sydväst, men åt nordost är den platt.Runt Hājjī Fattāh-e Beg är det ganska tätbefolkat, med 155 invånare per kvadratkilometer. Närmaste större samhälle är Sarpol-e Z̄ahāb, 8,1 km öster om Hājjī Fattāh-e Beg. Trakten runt Hājjī Fattāh-e Beg består till största delen av jordbruksmark.